# غريتشين فرازير
غريتشين فرازير (بالإنجليزية: Gretchen Fraser)‏ هي متزحلقة أمريكية، ولدت في 11 فبراير 1919 في تاكوما في الولايات المتحدة، وتوفيت في 17 فبراير 1994 في سون فالي في الولايات المتحدة.

## وصلات خارجية
- غريتشين فرازير على موقع الاتحاد الدولي للتزلج (التزلج على المنحدرات الثلجية) (الإنجليزية)
- غريتشين فرازير على موقع اللجنة الأولمبية الدولية (الإنجليزية)
- غريتشين فرازير على موقع أوليمبيديا (الإنجليزية)
- غريتشين فرازير على موقع اللجنة الأولمبية الصينية (الإنجليزية)